# Parikhova–Doeringova oxidace
Parikhova–Doeringova oxidace je druh organické reakce sloužící k přeměně primárních alkoholů na aldehydy a sekundárních na ketony za přítomnosti dimethylsulfoxidu (DMSO), sloužícího jako oxidační činidlo i rozpouštědlo. Alkoholy jsou aktivovány komplexem pyridinu a oxidu sírového (SO3•C5H5N) za přítomnosti triethylaminu nebo diisopropylethylaminu. Často se spolu s DMSO se jako přídatné rozpouštědlo používá dichlormethan.
Ve srovnání s ostatními oxidacemi akivovaným DMSO je Parikhova–Doeringova oxidace jednoduchá na provedení: lze ji provést za nepříliš nízkých teplot, běžně mezi 0 °C a pokojovou teplotou, a nevytváří se při ní větší množství methylthiomethyletherových vedlejších produktů. Někdy je ovšem k dosažení dobrého výtěžku nutný velký přebytek DMSO, SO3•C5H5N a/nebo zásady.
Parikhovy–Doeringovy oxidace byly například zahrnuty do totální syntézy (–)-kumausallenu:

## Mechanismus
Prvním krokem Parikhovy–Doeringovy oxidace je reakce dimethylsulfoxidu, vyskytujícího se v rezonančních strukturách 1a a 1b, s oxidem sírovým (2), čímž se utvoří meziprodukt 3. Nukleofilní atak alkoholu 4 a deprotonace pyridinem (5) vytvoří alkoxysulfoniový kation spojený s aniontovým pyridiniumsulfátovým komplexem 6.
Přidáním alespoň dvou ekvivalentů zásady dojde k deprotonci alkoxysulfonového iontu na sirný ylid 7 a odstranění pyridiniumsulfátového protiiontu. V posledním kroku se ylid přes pětičlenný přechodný stav změní na keton či aldehyd 8 a jeden ekvivalent dimethylsulfidu.

## Použití
Parikhova–Doeringova oxidace má široké využití v organické syntéze. Na obrázku níže je zobrazena Nicolaouova totální syntéza kortistatinu s červeně zvýrazněnou Parikhovou–Doeringovou oxidací, která má za účel převedení hydroxylové skupiny na aldehydovou. Umožňuje tak následnou Ohirovu-Bestmannovu homologaci, důležitou pro posloupnost 1,4-adice, aldolové kondenzace a dehydratace, vytvářející sedmičlenný kortistatinový kruh: